# Marumba plana
Marumba plana är en fjärilsart som beskrevs av Clark 1923. Marumba plana ingår i släktet Marumba och familjen svärmare. Inga underarter finns listade i Catalogue of Life.